# Ludo Collin
Lodewijk Alfons Frans Jozef (Ludo) Collin (Walshoutem, 23 december 1950) is een Belgisch geestelijke, kanunnik,  aartspriester en kunsthistoricus. Hij bekleedt verschillende verantwoordelijkheden binnen het bisdom Gent.

## Wortels
Ludo Collin stamt uit een Walshoutems landbouwersgezin. Hij volgde lager onderwijs en Latijns-Griekse Humaniora aan het Koninklijk Atheneum in Ronse, gevolgd door de priesteropleiding in Gent. Op 5 juli 1975 werd hij tot priester gewijd door bisschop Van Peteghem. In 1975 werd hij baccalaureus in de theologie en in 1977 behaalde hij het licentiaat Moderne Geschiedenis aan de KULeuven.

## Bestuur Bisdom Gent
Een leraarschap aan het Sint-Franciscuscollege in Wetteren (1977-1979) viel samen met zijn aanstelling tot archivaris en bibliothecaris van het bisdom Gent. De opdrachten die aan het archivarisschap werden toegevoegd waren:
- Secretaris van het Bisdom Gent (1979-1992)
- Kanselier van het Bisdom Gent en Hoofd van de Diocesane Administratie (sinds 1992)
- Rector van de Sint-Baafskathedraal en voorzitter van de kathedrale Kerkfabriek van Sint-Baafs (sinds 1996)
- Bisschoppelijk Gedelegeerde voor Cultuur (sinds 1996)
- Secretaris van de Bisschoppelijk Commissie voor het Kunstpatrimonium (sinds 1979)
- Secretaris van de Stichting Cultuurpatrimonium van het Bisdom Gent (sinds 1995)

Hij is titulair kanunnik van de kathedraal en is namens het Sint-Baafskapittel de woordvoerder met betrekking tot Het Lam Gods van de gebroeders van Eyck. In 2007 reageerde hij negatief op de persiflage Lama Gods in de Belgische krant De Standaard.

## Nevenfuncties op cultureel gebied
Collin is voorzitter van het Centrum voor Religieuze Kunst en Cultuur en vzw "Begijnhof O.-L.-Vrouw ter Hoyen" Gent alsmede ondervoorzitter van "Museum Parkabdij, Museum voor het Religieuze Leven - Vlaanderen" en secretaris van "Kapel en Beeld" (sinds 1979). Hij is verder betrokken bij Abdij van 't Park, Abdij Bornem, "Faro Vlaams Steunpunt voor Cultureel Erfgoed" en vzw "Het orgel in Vlaanderen".

## Pastorale functies
- Voorzitter van de vzw ‘Zwarte Zusters Augustinessen’, Gent
- Ondervoorzitter van de vzw Rust en Verzorgingstehuis Avondvrede, Gent
- Voorzitter van de raad van bestuur AZ Sint-Elisabeth Zottegem
- Secretaris van de vzw ‘Klooster Zwartzusters Ziekendiensters’, Rupelmonde
- Beheerder van de vzw ‘Klooster Zusters Kapucienessen', Gent
- Beheerder van de vzw ‘Grauwzusters Penitenten’, Velzeke-Zottegem

## Onderscheiding
Ludo Collin is commandeur in de Orde van het Heilig Graf.

## Publicaties
- Maurice De Baets en het Hoger Instituut voor Filosofie te Leuven, in "Collationes," XVI, 1986, p. 429-475
- Inventaris van het fonds Antoine Stillemans 1832 - 1916
- Honderd Gentse Onze-Lieve-Vrouwekapelletjes, in samenwerking met kan. Dirk Smet en met tekeningen van Gilbert Boerjan, 1988.
- Het Bisdom Gent (1559-1991): vier eeuwen geschiedenis, i. s. m. Michel Cloet & Robrecht Boudens, Gent - Mariakerke, 1991.
- Het Gentse Bisschopshuis: monument van vroege neogotiek (i. s. m. Luc Robijns & Luc Verpoest; geïllustreerd door Ansfried De Vylder, 1993.
- Gent Kerkrijk, met tekeningen door Gaston De Smet, 1997
- 1350 jaar Gent, de Gentenaars en hun kerkvaders, i. s. m. André Capiteyn, 'Waar is de Tijd', Waanders, Zwolle, 1998.
- De Gentse Portus aan de Reep: een historische verkenning, i. s. m. Johan Decavele, Anthony Demey e.a., 2004.